# Yeghia Jerjian
Yeghia Jerjian (né à Beyrouth en 1957) est un homme politique libanais d’origine arménienne.
Dentiste, diplômé de l’Université d’Erevan, journaliste dans le principal quotidien politique en langue arménienne, il est membre du conseil central du parti social-démocrate arménien Hentchak.
Il est depuis 1992 député arménien orthodoxe de Beyrouth. En 2000, il se présente sur la liste de Rafiq Hariri alors que son parti soutenait officiellement la liste de Tammam Salam. Mais sa ligne politique a prévalu à la suite de sa victoire électorale.
En 2005, il est réélu d'office, faute de concurrents, sur la liste de Saad Hariri et devient membre du bloc du Courant du Futur. Il ne se représente pas aux élections de 2009. 